# 아우토우니온

아우토우니온(Auto Union)은 1932년 작센주 켐니츠에 설립된 독일의 자동차 제조사들의 연합이다. 오늘날의 아우디의 중간 전신이다.
4개의 구성 브랜드 아우디, 호르히, DKW, Wanderer의 산하 기업으로서 활동을 할뿐 아니라 아우토우니온은 소속 레이싱 팀(호르히에 위치한 Auto Union Rennabteilung)으로도 유명하다.

## 제2차 세계 대전
제2차 세계 대전의 발발로 인해 1930년대에 군용 목적의 특수 차량들을 개발하고 생산하는 일이 장려되었다. 아우토 유니언은 독일의 군대들의 차량의 중요한 공급자가 되었다.